# Зайцев Антон Харитонович
За́йцев Анто́н Харито́нович (Антоній Зайцев, отець Антоній; *17 січня 1915 — †7 серпня ?) — ієрей старообрядницької православної церкви, організатор релігійної старообрядницької роботи в місті Алма-Ата (Казахстан), двічі репресований.

## Біографія
Народився в селі Балаки В'ятської губернії (сучасна Удмуртія), в старообрядницькій селянській сім'ї. Батько — Зайцев Харитон Платонович, мати — Зайцева Агрипіна Савелівна. З дитинства відмічався тихим характером та великим натхненням до церкви. 1936 року Антон пішов до армії. Відслуживши один рік, в 1937 році його було засуджено за статтею 58 і відправлено на 10 років до Магадану. 1 листопада 1947 року він повернувся додому, в рідне село. В 1948 році єпископ Донський та Кавказький Флавіан в Московському Покровському соборі поставляє його в чин диякона. Служив в рідній церкві разом з ієреєм Даниїлом Сухановим. 1949 року його знову було арештовано і відправлено до Сибіру на 10 років, в Красноярський край на виселки. Там він одружився з Іриною, у нього народились син і донька.
Після смерті Сталіна, в 1956 році, його відпустили (реабілітований 23 травня 1989 року), він переїхав до Алмати. Там Зайцев організував старообрядницьку церкву, яка була офіційно зареєстрована в 1963 році. Через 8 років, в 1971 році, в Москві, його переводять в священицький сан і направляють до створеної ним громади. Потреба примушувала Зайцева обслуговувати великий регіон Східного Сибіру та Далекого Сходу. Поховали отця Антонія в його рідному храмі, службу провів ієрей В'ячеслав Зобнін (Міас)